# モンクトン駅
モンクトン駅（英語：Moncton train station ）は、カナダニューブランズウィック州モンクトン メイン・ストリート1240にある駅。カナダ各地を結ぶVIA鉄道が乗り入れている。

## 概要
当駅は有人駅であり、車いすでの利用が可能。

## 利用可能な鉄道路線／列車
VIA鉄道の停車する列車は下記の通り。
モントリオールとハリファックス間の夜行長距離列車オーシャン号 …モントリオール方面 水・金・日、ハリファックス方面 月・木・土 停車

## バス
中長距離バス
マリタイム・バス
路線バス
コディアック・トランスポ (Codiac Transpo) …51系統 、52系統 、60系統 、64系統 、64B系統 、66系統 、67系統 、68系統 、80系統 、81系統 